# Sibirska borovnica (haskap)
Sibirska borovnica ili haskap (lat. Lonicera caerulea, var. kamtschatica) takođe poznata i kao: majska jagoda, medena borovnica i kamčatska jagoda je vrsta bobičastog voća. Raste na višegodišnjem listopadnom grmu koji može dostići visinu i do 2 metra (prosečna visina žbuna iznosi 1,80 m) i širinu do 1 m.

## Opis
Otporna je na na ekstremno niske temperature (do -47 °C) bez značajnih oštećenja. Uspeva na svim tipovima zemljišta ali joj je idealna pH vrednost od 5,5-6,5. Najbolje uspeva na bogatim dobro dreniranim, vlažnim zemljištima, za razliku od američke borovnice koja zahteva izrazito kiselo. Sadi se na sunčanim položajima, mada može da se gaji i u polusenci uz manji prinos. Otporna je na bolesti i štetočine pa se lako može koristiti u integralnoj i organskoj proizvodnji voća. Kamčatska (sibirska) borovnica cveta rano (krajem aprila -početkom maja), a cvet nije osetljiv na slabije mrazeve (cvetovi se otvaraju i pri temperaturi od 0 °C, a otvoreni mogu da podnesu i do -10 °C).
Plodovi sazrevaju krajem maja-početkom juna i na jednoj sadnici može da bude i do 2,5 kg voća u 2-3 godini i 3–5 kg u 5-6 godini. Plod je izužena plavo-ljubičasta bobica prečnika 0,5–1 cm i 2–3 cm dužine, slatko-kiselog ukusa i prijatne arome. Podseća na ukus borovnice i može se koristiri u svežem stanju, kao i za pravljenje sokova, marmelada, kompota, voćnih vina, želea, sirupa itd. Smrznute bobice se odmah otapaju, a u ustima ostavljaju ukus meda odakle i naziv medene bobice ili honyberry. Bobice su bogat izvor vitamina C, antocijana, proantocijana i drugih flavonoida, a imaju i antikancerogena, antimutagena, protivupalna i protivalergijska svojstva. U područjima gde ona raste u prirodi koristi se u narodnoj medicini kod ateroskleroze, hipertenzije i kod gastrointestinalnim poremećaja.

## Plod
Kamčatska borovnica ima plod koji je izdužena plavoljubičasta bobica prečnika oko 0,5–1 cm, duga 2–3 cm, prijatnog ukusa. Zrela bobica je iznutra tamne ljubičasto-crvene boje. Ukus ploda je sličan borovnici i najviše se koristi sirov ili se od njega prave džemovi, želei, sokovi i sirupi, a dodaje se i mlečnim proizvodima (jogurt, sladoled…) koje odmah boji u crveno-ljubičastu boju. Smrznute bobice se odmah otapaju, a u ustima ostavljaju ukus meda – odatle i naziv medne bobice ili eng. honeyberry. Kao i kod domaće borovnice, kamčatska borovnica ima ukus koji se dobro se slaže s jelima od divljači i crvenih mesa. Od ovih bobica se proizvodi i voćno vino izuzetno bogatog ukusa. Bogata je antioksidansima, vitaminima, gvožđem, bakrom i jodom.

## Lekovita svojstva
U područjima gde kamčatska borovnica raste u prirodi (Rusija, Japan i Kina) postoji njena dugogodišnja narodna primena u lečenju ateroskleroze, hipertenzije, gastrointestinalnih poremećaja, herpesa… Novije naučne studije govore u prilog ovoj tradiciji. Kamčatska borovnica je bogat izvor vitamina C, antocijanina, proantocijanidina i drugih flavonoida, i ima antitumorogena, antimutagena, antimikrobijska, protivupalna i protivalergijska svojstva. Studije o njenoj lekovitosti (tek od 1996. god.) rađene su u Kanadi i Republici Českoj.

## Ime
Lonicera caerulea je poznata pod nekoliko imena:
- Haskap - naziv na Ainu jeziku u severnom Japanu
- Plavi orlovi nokti (honeysuckle) - opisni prevod sa ruskog jezika (rus. голубая жимолость)
- Medena borovnica (honeyberry) - uobičajen naziv u Severnoj Americi
- Močvarni plavi orlovi nokti - naziv su smislili kanadski botaničari koji su biljku otkrili da raste u divljim močvarnim područjima Kanade